# NGC 1065
NGC 1065 (również PGC 10228) – galaktyka eliptyczna (E-S0), znajdująca się w gwiazdozbiorze Wieloryba. Odkrył ją Lewis A. Swift 29 września 1886 roku.